# عنکبوت درختی داروین
عنکبوت درختی داروین(نام علمی: Caerostris darwini) نام یک گونه از تیره عنکبوت‌های گردباف است.